# Attil
Attil (arab. عتيل) – miasto w Autonomii Palestyńskiej (Zachodni Brzeg, muhafaza Tulkarm). Według danych szacunkowych na rok 2012 liczy 9 497 mieszkańców.